# François Gillet
Pour les articles homonymes, voir Gillet.
Ne pas confondre avec le photographe François Gillet (en) (né en 1949) ou le député savoyard François Gillet.
François Gillet, né le 10 décembre 1813 à Bully (Rhône) et mort le 21 mars 1895 dans la même ville, est un industriel lyonnais du textile et de la teinture.
Il est à l'origine de la dynastie Gillet.

## Biographie
François Gillet est le fils aîné des trois enfants de Michel Gillet (1785-1863) et Jeanne Marie Recorbet (1788-1845), paysans pauvres, modestes et illettrés de Bully dans les monts du Lyonnais.
Il devient apprenti tisseur en milieu rural, puis poursuit son apprentissage en 1830 à Lyon, rue des Trois-Maries chez Plenest, son cousin qui est teinturier spécialisé dans les soies teintes en noir. Mais en avril 1834, lors de la révolte des canuts, il est renvoyé car il est inscrit à la Société des ouvriers teinturiers. Il travaille ensuite pour la maison Michel. Il suit des cours de chimie à la Martinière.
En 1838, il s'associe avec Alexandre Bertrand, lui aussi ouvrier teinturier, pour exploiter un atelier de teinture à La Guillotière. Mais cinq mois plus tard la société est dissoute. François Gillet s'associe ensuite avec les frères Pierron, teinturiers (François (1824-1898), Barthélémy (1827-1901) et Auguste (1829-1885)) dont il épouse la sœur Marie Pierron (1812-1892) le 31 mai 1840 à Saint-Clément-sur-Valsonne (Rhône). Son beau-père Claude-Marie Pierron (1786-1846), propriétaire cultivateur et maire de Saint-Clément-sur-Valsonne, aide l'association en prêtant de l'argent à son gendre.
De trois ouvriers en 1840, l'usine passe à une trentaine en 1846. Ses deux fils Joseph (1843-1923) et François (1846-1897) sont associés à la fabrication. À la suite des inondations de 1840, l'atelier situé jusqu'alors aux Brotteaux migre quai Pierre-Scize puis quai de Serin (actuel quai Joseph Gillet), au pied de la Croix-Rousse. Pour satisfaire à l'exigence des fabricants de soieries de la place de Lyon, il met au point un nouveau procédé permettant d'obtenir un noir au chatoiement jugé sans égal, le « noir impérial », sommet de la mode sous le Second Empire. Le noir obtenu est profond, intense et séduit les soyeux, dont notamment Claude-Joseph Bonnet.
L'atelier situé quai de Serin emploie alors 80 ouvriers. Dans les années 1860, l'entreprise voit son chiffre d’affaires se multiplier par 3 en 10 ans pour atteindre 6 millions de francs en 1873, ce qui fait de François Gillet, le plus gros teinturier de Lyon. Pour s'adapter aux concurrences suisses et allemandes et s'adapter aux colorants artificiels, il envoie son fils aîné Joseph à l'École de chimie de Wiesbaden en 1862. En plus, il embauche des techniciens diplômés de la Martinière et des ingénieurs diplômés de l'École centrale de Lyon.
En dehors des usines de Lyon et d’Izieux (Loire), créées en 1865 qui pratiquent la teinture, l'usine de Gresin en Savoie fabrique des extraits de châtaignier mais surtout l'usine de Vaise, créée en 1875 qui produit des tanins végétaux à partir du campêche du Mexique, du quebracho du Brésil, du cachou du Bengale ainsi que des sels métalliques.
En 1862, François Gillet se retire de l’association avec les frères Pierron et se lance seul dans l’aventure industrielle, à laquelle il associe, de façon progressive ses deux fils entre 1864 et 1869, dont Joseph, l’emporte en responsabilité et en parts du capital sur François. Le 1er janvier 1869, la Société Gillet et fils est créée avec un capital de 900 000 francs. Dans ces années 1860, François Gillet noue des relations d'affaires avec des industriels du textile du Nord de la France. Dans les années 1880, l’ensemble des sites emploie 1 200 personnes.
Il est « bonapartiste et clérical » ainsi que catholique social et a ses œuvres d’assistance, il fait construire une église quai de Serin, crée une école d'apprentissage et une école pour jeunes filles. Il est membre de l'Association catholique des patrons de Lyon. Proche d'Édouard Aynard. En matière sociale, il innove au sein de sa société, en instaurant une caisse de retraite et en établissant une sorte d’intéressement aux bénéfices pour ses ouvriers.
François Gillet est le fondateur de l'usine qui deviendra par la suite les papeteries de Condat[contexte nécessaire] en Dordogne. Il choisit cette région qui bénéficie d'un emplacement géographique favorisant la production de pâte chimique à partir de châtaignier, différent des concurrents papetiers scandinaves consommateurs de conifères.
En 1887, il se retire des affaires, déléguant la gestion des entreprises à ses deux fils. François Gillet fut maire de Bully de 1888 à 1895.
Il meurt le 18 octobre 1895 à  Bully , où il est inhumé. Il laisse à  ses héritiers un important patrimoine  mobilier et immobilier, dont  le château de son village natal.

## Famille
De son mariage avec Marie Pierron (1812-1892), sont nés quatre enfants :
1. Émilie Gillet (1841-1925), mariée au Dr Hugues Chatin (1825-1875), médecin et maire de Sainte-Colombe (Rhône).
2. Joseph Gillet (1843-1923), directeur des Établissements Gillet, vice-président du Crédit lyonnais, administrateur de sociétés (Société chimique des usines du Rhône, Kuhlmann, Compagnie des produits chimiques d'Alais et de la Camargue, etc.), marié à Mathilde Perrin (1845-1908), fille de Gilbert Perrin, notaire à Firminy.
3. François Gillet (1846-1897), industriel, médecin, chimiste, maire d'Izieux (Loire) de 1887 à 1892, vice-président de la Société d'études économiques de la Loire, marié en premières noces en 1874 à Marie Mas (?-1877) puis en secondes noces en 1882 à Jeanne Humblot (1859-).
4. Marie Joséphine Gillet (1852-1889), mariée à Henri de Montgolfier (1847-1914), officier.

## Décoration
- Chevalier de la Légion d'honneur (7 juillet 1874)[8].

## Pour approfondir